# Кубок заморских территорий Франции
Кубок заморских территорий Франции (фр. Coupe de l'Outre-Mer de football) — футбольный турнир, проходивший раз в два года среди сборных, входящих в состав заморских территорий Франции. Организатором выступала Федерации футбола Франции. Соревнования начали проводить после упразднения в 2007 году Кубка чемпионов заморских территорий Франции среди клубных команд. Всего состоялось три розыгрыша турнира, проходившего в регионе Иль-де-Франс.
Участниками турнира являлись восемь сборных: Реюньон, Мартиника, Гваделупа, Майотта, Французская Гвиана, Новая Каледония, Таити и Сен-Пьер и Микелон.
Впервые турнир прошёл в 2008 году, а его победителем стал Реюньон, обыгравший благодаря голу Мамуду Диалло в финале Мартинику со счётом 1:0. На следующем турнире Мартиника взяла реванш, переиграв Реюньон в решающем матче в серии пенальти. В последний третий раз Кубок заморских территорий Франции проходил в 2012 году. Его триумфатором стал Реюньон, выигравший в серии пенальти у Мартиники.
Спонсором первого соревнования выступил уроженец Новой Каледонии Кристиан Карамбё, выступавший ранее за сборную Франции.
Последний турнир обошёлся Федерации футбола Франции в 1 млн евро. Большие затраты на проведения мероприятия привели к тому, что организатор отказался от проведения Кубка заморских территорий 2014 года и в дальнейшем он не проводился.

## Результаты
| № | Год  | Место        | Уч. | 1-е место | 2-е место | 3-е место | 4-е место          |
| - | ---- | ------------ | --- | --------- | --------- | --------- | ------------------ |
| 1 | 2008 | Иль-де-Франс | 7   | Реюньон   | Мартиника | Гваделупа | Французская Гвиана |
| 2 | 2010 | Иль-де-Франс | 8   | Мартиника | Реюньон   | Гваделупа | Майотта            |
| 3 | 2012 | Иль-де-Франс | 8   | Реюньон   | Мартиника | Гваделупа | Майотта            |

## Команды
| Сборная            | Участий | Место | Место | Место |
| Сборная            | Участий | 2008  | 2010  | 2012  |
| ------------------ | ------- | ----- | ----- | ----- |
| Реюньон            | 3       | 1     | 2     | 1     |
| Мартиника          | 3       | 2     | 1     | 2     |
| Гваделупа          | 3       | 3     | 3     | 3     |
| Майотта            | 3       | 6     | 4     | 4     |
| Французская Гвиана | 3       | 4     | 5     | 5     |
| Новая Каледония    | 3       | 5     | 7     | 7     |
| Таити              | 3       | 7     | 6     | 6     |
| Сен-Пьер и Микелон | 2       | -     | 8     | 8     |